# Bombus longipes
Bombus longipes (saknar svenskt namn) är en insekt i överfamiljen bin (Apoidea) och släktet humlor (Bombus) som lever i Kina. Den har ovanligt stor storleksskillnad mellan kasterna (drottning, arbetare och hanar).

## Beskrivning
Storleksskillnaden mellan kasterna är betydande för denna art. Drottningen är stor, omkring 21 mm, hannen medelstor, 15 mm, och arbetarna små, 11 till 12 mm. Mellankroppen är brunorange, de två främsta tergiterna är vanligtvis gulbruna för arbetare och svarta för drottningar (dessa kan dock ha den andra tergiten gulbrun). Resten av bakkroppen är svart, ibland med gråaktiga kanter på tergiterna. Vingarna är bruna, och tungan medellång.

## Ekologi
Humlan förekommer i kuperad terräng mellan 1 500 och 2 700 m (ej på de högsta höjderna). Den är ingenstans vanlig. Arten samlar pollen och nektar från kransblommiga växter som salvior. Flygperioden varar mellan juni och oktober.

## Utbredning
Bombus longipes finns i nordöstra och centrala Kina.